# Ustanak u Kronštatu
Kronštatski ustanak (рус. Кронштадтское восстание) je bio ustanak (pobuna) mornara sovjetske Baltičke flote protiv boljševičke vlasti, koja se odigrala 1921. godine u Kronštatu, njenoj glavnoj bazi na otoku Kotlin, 55 km udaljenom od tadašnjeg Petrograda.

## Pozadina
Do pobune je došlo u završnoj fazi postrevolucionarnog građanskog rata, u kojoj je sovjetska vlast dotada uspjela gotovo u potpunosti odnijeti pobjedu nad bijelim kontrarevolucionarima, ali i nastavila sa politikom ratnog komunizma, koja je dovela do oskudice i gladi među stanovništvom. Nezadovoljstvo se počelo odražavati i na mornare Baltičke flote, koji su nepune četiri godine ranije imali važnu ulogu u dolasku boljševika na vlast.

## Pobuna
28. februara 1921 su mornari sa bojnih brodova Petropavlovsk i Sevastopolj donijeli rezoluciju kojom se od sovjetske vlade tražio niz ekonomskih i političkih reformi, prije svega legalizacija anarhističkih i drugih radikalno lijevih grupa. Sledeći dan je održan i veliki skup garnizona, kome je prisustvovao, kako bih saslušao njihove zahteve, sovjetski partijski čelnik Mihail Kalinjin. 2. marta su mornari ipak uhapsili Nikolaja Kuzmina, komesara Baltičke flote, nakon glasina da sovjetske vlasti pripremaju napad na garnizon. Sledeći dan je vlada poslala ultimatum sa zahtevom za predaju. Nakon što je on odbijen, pokrenute su jedinice Crvene armije na čelu sa Mihailom Tuhačevskim, koje su koristile zaleđenost Finskog zaliva kako bi do svog cilja stigle kretale pešice. U grad Kronštat su ušle 17. marta, a konačno ga zauzele 19. marta. U borbama su obe strane imale značajne gubitke, a veliki broj zarobljenih pobunjenika je naknadno pogubljen ili zatvoren. Vođa pobunjenika, anarhistički aktivist Stepan Petričenko, je pobjegao u Finsku.

## Posledice
Iako je bio vojnički skršen, Kronštatski ustanak je posredno postigao svoj cilj, s obzirom da je boljševički vođa Lenjin, suočen sa tako spektakularnim izrazom nezadovoljstva protiv boljševičke vlasti, odlučio napustiti ratni komunizam u korist Nove ekonomske politike.
Kronštatski ustanak je tokom kasnijih godina postao predmetom brojnih debata među historičarima, ali i među krugovima radikalne levice, gde odnos prema ustanku predstavlja glavni izvor razdora između anarhista i trockista. U anarhističkim krugovima se Kronštatski ustanak smatra  "autentičnom" Ruskom revolucijom, odnosno nastojanjem da se ostvare njeni ideali kroz parolu "sovjeti bez boljševika". U trockističkim krugovima se, pak, ustanak dan-danas tumači u skladu sa službenom sovjetskom verzijom, prema kojoj je on bio potaknut od francuske obavještajne službe i ruske bele emigracije.

## Spoljašnje veze
- Kronstadt Archive at marxists.org
- Kronstadt 1921 Архивирано 2016-03-04 на сајту  (in Russian)
- The Kronstadt Izvestia Online archive of the newspaper brought out by the rebels, including their list of demands
- Alexander Berkman The Kronstadt Rebellion
- Leon Trotsky Protests too Much by Emma Goldman, a response to Trotsky's "Hue and Cry over Kronstadt"
- Kronstadt 1921 Bolshevism vs. Counterrevolution Архивирано на веб-сајту  (2. август 2013) – Spartacist English Edition No.59 (International Communist League (Fourth Internationalist))
- Ida Mett's pamphlet of the Kronstadt Commune Originally published by Solidarity, UK
- There is an extended discussion from an Anarchist point of view in the Anarchist FAQ Архивирано на веб-сајту  (30. август 2005)
- The Truth about Kronstadt, translation of the 1921 book Правда о Кронштадте published in Prague by the Socialist Revolutionary newspaper Volia Rossii Архивирано на веб-сајту  (1. август 2013), and 1992 thesis, by Scott Zenkatsu Parker
- New York Times archives of the ending of the rebellion
- Kronstadt: Trotsky was right!